# Jari Sillanpää
Jari Sillanpää (Ludvika, Suécia, 16 de agosto de 1965) é um cantor finlandês. Com mais de 826 000 discos vendidos, ele é o quarto cantor finlandês com mais discos vendidos.
Ele tornou-se famoso por ter vencido o  Seinäjoki Tangomarkkinat, um concurso de  tango em 1995, recebendo a pontuação máxima de todos os jurados.
O seu álbum de estreia "Jari Sillanpää" foi o disco mais vendido de todos os tempos na Finlândia, com mais de 272 000 cópias vendidas.  Ele representou a Finlândia no festival de Golden Stag na Roménia, em 1997, onde a sua canção  "Remember Me", ganhou o prémio de melhor interpretação de uma canção romena. Desde 2006 que Sillanpää se assume como homossexual.
Em 1998, Sillanpää recebeu o prémio de melhor cantor masculino.
Sillanpää representou a Finlândia no Festival Eurovisão da Canção 2004 e a sua canção "Takes 2 to Tango" recebeu 51 pontos, na semi-final. classificando-se em 14.º lugar, não se conseguindo qualificar para a final. Sillanpää voltou a participar na final finlandesa com a canção  "Kirkas kipinä", mas não conseguiu vencer.

## Discografia
- Jari Sillanpää (1996)
- Hyvää Joulua ("Feliz Natal") (1996) – Canções de Natal
- Auringonnousu  (1997)
- Varastetut helmet  (1998)
- Onnenetsijä (1999)
- Kuninkaan kyyneleet(2000) – Collection
- Maa on niin kaunis  (2000) – Christmas album
- Hän kertoo sen sävelin  (2001)
- Määränpää tuntematon  (2003)
- Parhaat (The best ones) (2005) – Collection
- Albumi (2008)
- Al Ritmo Latino (2008)
- Kuin elokuvissa (2009)
- Millainen laulu jää (2011)
- Rakkaudella merkitty mies (2014)